# Miroslav Matušovič
Miroslav Matušovič (Ostrava, 2 novembre 1980) è un calciatore ceco, centrocampista dell'MFK Havířov.

## Caratteristiche tecniche
Centrocampista esterno, può giocare come ala sinistra o come seconda punta.

## Carriera

### Nazionale
Nel 2004 Matušovič viene convocato dal CT della Repubblica Ceca Bruckner per giocare l'europeo del 2004 in Portogallo ma nella selezione finale viene escluso e sostituito con Jaroslav Plašil.

## Palmarès

### Club

#### Competizioni nazionali
- Campionato ceco: 2

Baník Ostrava: 2003-2004
Sparta Praga: 2006-2007
- Pohár ČMFS: 2

Baník Ostrava: 2004-2005
Sparta Praga: 2005-2006